# Diecéze al-Ubayyid
Diecéze al-Ubayyid, též Diecéze El Obeid (lat. Dioecesis Elobeiden(sis), arabsky أبرشية الروم الكاثوليك بالأبيض) je místní římskokatolická církev latinského ritu v Súdánu, sufragán arcidiecéze Chartúm. Od 13. února 2017 je jejím biskupem Yunan Tombe Trille Kuku Andali. 

## Území a organizace
Diecéze má jurisdikci nad katolickými věřícími latinského obřadu žijícími v těchto osmi súdánských státech: Severní Kordofán, Severní Dárfúr, Jižní Kordofán, Jižní Kordofán, Západní Kordofán, Jižní Dárfúr, Východní Dárfúr, Střední Dárfúr a Západní Dárfúr.
Biskupské sídlo se nachází ve městě El Obeid, kde stojí katedrála Panny Marie Královny Afriky.
V roce 2019 bylo území rozděleno na 14 farností.
Biskupové Džibutska jsou ex officio členy Konference latinských biskupů arabských regionů. 

## Historie
Misii v El Obeidu založil Daniel Comboni v září 1873.
Apoštolský vikariát El Obeid byl zřízen 10. května 1960 bulou Quod Sacrum Fidei papeže Jana XXIII., čímž bylo toto území odděleno od Chartúmského apoštolského vikariátu (dnes Chartúmská arcidiecéze).
A vicariatu apostolico Khartumensi civil provincias distrahimus, vulgo Kordofan et Darfur, ex iisque novum efficimus vicariatum apostolicum de EI Obeid cognominandum (...)

12. prosince 1974 byl vikariát Apostolicum bulou Cum in Sudania papeže Pavla VI. povýšen na diecézi.

## Biskupové
- Edoardo Mason, M.C.C.I. † (10. května 1960 – 28. února 1969 odstoupil)
  - sedisvakance (1969–1979)
- Paulino Lukudu Loro, M.C.C.I. † (5. března 1979 – 19. února 1983 jmenován arcibiskupem v Džubě)
  - Macram Max Gassis, M.C.C.I. (4. října 1983 – 12. března 1988 jmenován biskupem) (apoštolský administrátor)
- Macram Max Gassis, M.C.C.I. (12. března 1988 – 28. října 2013 emeritura)
  - Antonio Menegazzo, M.C.C.I. † (15. prosince 1995 – 15. srpna 2010 emeritura) (apoštolský administrátor sede plena)
  - Michael Didi Adgum Mangoria (15. srpna 2010[4] – 28. října 2013) (apoštolský administrátor)
- Michael Didi Adgum Mangoria (28. října 2013 s nástupnictvím – 15. srpna 2015, jmenován arcibiskupem koadjutorem Chartúmu)
  - Michael Didi Adgum Mangoria (15. srpna 2015 – 13. února 2017) (apoštolský administrátor)
- Yunan Tombe Trille Kuku Andali, od 13. února 2017

## Statistiky
Podle Annuario Pontificio 2020 měla diecéze na konci roku 2019 celkem 93 000 pokřtěných věřících.
| rok                                                                   | populace | populace   | populace | kněží  | kněží    | kněží   | kněží      | trvalí jáhnové | řeholníci | řeholníci | farnosti |
| rok                                                                   | pokřtění | celkem     | %        | celkem | diecézní | řeholní | počet křtů | trvalí jáhnové | muži      | ženy      | farnosti |
| --------------------------------------------------------------------- | -------- | ---------- | -------- | ------ | -------- | ------- | ---------- | -------------- | --------- | --------- | -------- |
| 1970                                                                  | 3850     | 3 072 500  | 0.1      | 20     | 10       | 10      | 192        |                | 13        | 17        |          |
| 1980                                                                  | 10 700   | 5 143 000  | 0.2      | 16     |          | 16      | 668        |                | 19        | 22        | 8        |
| 1990                                                                  | 60 500   | 6 773 000  | 0.9      | 22     | 3        | 19      | 2750       |                | 22        | 36        | 9        |
| 1999                                                                  | 124 000  | 8 100 000  | 1.5      | 27     | 14       | 13      | 4592       |                | 15        | 28        | 9        |
| 2000                                                                  | 130 000  | 8 340 000  | 1.6      | 29     | 14       | 15      | 4482       |                | 16        | 26        | 10       |
| 2001                                                                  | 134 000  | 8 600 000  | 1.6      | 30     | 17       | 13      | 4466       |                | 16        | 27        | 19       |
| 2002                                                                  | 137 000  | 8 900 000  | 1.5      | 33     | 21       | 12      | 4151       |                | 15        | 28        | 19       |
| 2003                                                                  | 140 000  | 8 900 000  | 1.6      | 35     | 23       | 12      | 4000       |                | 15        | 28        | 10       |
| 2004                                                                  | 143 000  | 9 000      | 1.6      | 37     | 22       | 15      | 3864       |                | 18        | 36        | 14       |
| 2006                                                                  | 151 200  | 9 523 000  | 1.6      | 35     | 23       | 12      | 4320       |                | 17        | 36        | 13       |
| 2012                                                                  | 90 000   | 9 000      | 1.0      | 39     | 28       | 11      | 2307       |                | 15        | 34        | 14       |
| 2013                                                                  | 90 000   | 9 000      | 1.0      | 32     | 20       | 12      | 2812       |                | 16        | 24        | 14       |
| 2016                                                                  | 95 503   | 11 842 000 | 0.8      | 33     | 24       | 9       | 2894       |                | 13        | 19        | 14       |
| 2019                                                                  | 93 000   | 12 270 500 | 0.8      | 38     | 32       | 6       | 2447       |                | 15        | 18        | 14       |
| Zdroj: Catholic-Hierarchy, která přebírá údaje z Annuario Pontificio. |          |            |          |        |          |         |            |                |           |           |          |